# Akanthomyces
Akanthomyces — рід грибів родини Cordycipitaceae. Назва вперше опублікована 1858 року.
Паразитує на комахах. Akanthomyces aculeatus розвивається на молі і формує довгі худі шипи на їх трупах. Akanthomyces aculeatus - анаморф - безстатева стадія гриба, що розмножується шляхом клонування себе безстатевими спорами (конідіями). Його теломорф, або статева стадія, наразі невідома.